# Bundesstraße 31
Pour les articles homonymes, voir B31 et Route 31.
La Bundesstraße 31 (abrégé en B 31) est une Bundesstraße reliant la frontière française (RD 415, ex-RN 415), près de Breisach am Rhein, à Lindau.

## Localités traversées
- Breisach am Rhein
- Fribourg-en-Brisgau
- Titisee-Neustadt
- Hüfingen
- Geisingen
- Engen
- Stockach
- Überlingen
- Birnau
- Meersburg
- Immenstaad am Bodensee
- Friedrichshafen
- Lindau